# Никитин, Владимир Дмитриевич
Влади́мир Дми́триевич Ники́тин (19 июня 1907, Ярославль — 17 апреля 1959, Москва) — советский партийный деятель, избиравшийся первым секретарём Воронежского, Куйбышевского и Татарского обкомов ВКП(б), входивший в состав особых троек НКВД СССР.

## Биография
Член РКП(б) с 1925 г. Окончил курсы монтёров, в 1922 г. окончил один курс Ярославского промышленно-экономического техникума.
- 1922—1928 гг. — заведующий отделом политического просвещения, секретарь районного комитета, заведующий организационным отделом, секретарь Ярославского городского, губернского комитета РКСМ — ВЛКСМ,
- 1928—1930 гг. — заведующий организационным отделом, секретарь Ивановского промышленного областного комитета ВЛКСМ,
- 1930—1931 гг. — представитель ЦК ВЛКСМ в Центральной Контрольной Комиссии ВКП(б) — Народного комиссариата рабоче-крестьянской инспекции СССР, ответственный инструктор ЦК ВЛКСМ,
- 1932—1937 гг. — инструктор организационно-инструкторского, организационно-пропагандистского отдела, ответственный инструктор ЦК ВКП(б),
- сентябрь-ноябрь 1937 г. — первый секретарь Оргбюро ЦК ВКП(б) по Орловской области[1]. Этот период отмечен вхождением в состав областной тройки, созданной по приказу НКВД СССР от 30.07.1937 № 00447[2][3] и активным участием в сталинских репрессиях[4].
- 1937 г. — второй секретарь Курского областного комитета ВКП(б), член репрессивной тройки по Курской области[2][3].
- 1937—1941 гг. — и. о. первого секретаря Воронежского областного комитета ВКП(б), первый секретарь Воронежского областного комитета ВКП(б), член репрессивной тройки по Воронежской области[2][3].
- 1942—1943 гг. — первый секретарь Куйбышевского областного комитета ВКП(б), в сентябре 1942 г. возглавил комитет обороны г. Куйбышева. В марте 1943 г. был освобожден от занимаемой должности «ввиду необходимости длительного лечения»,
- 1943—1944 гг. — первый секретарь Татарского областного комитета ВКП(б),
- 1944—1948 гг. — заместитель начальника Управления кадров ЦК ВКП(б),
- 1948—1958 гг. — инспектор ЦК ВКП(б) — КПСС.

Член ЦК ВКП(б) (1939—1952). Депутат Верховного Совета СССР 1, 2 созывов.
С января 1958 г. на пенсии. Похоронен на Новодевичьем кладбище.

## Награды и звания
Награждён орденами Ленина (09.04.1939), Трудового Красного Знамени, Отечественной войны I степени.